# Sail-sous-Couzan
Sail-sous-Couzan és un municipi francès situat al departament del Loira i a la regió d'Alvèrnia-Roine-Alps. L'any 2007 tenia 969 habitants.

## Demografia

### Població
El 2007 la població de fet de Sail-sous-Couzan era de 969 persones. Hi havia 427 famílies de les quals 153 eren unipersonals (78 homes vivint sols i 75 dones vivint soles), 137 parelles sense fills, 94 parelles amb fills i 43 famílies monoparentals amb fills.
La població ha evolucionat segons el següent gràfic:
Habitants censats

### Habitatges
El 2007 hi havia 564 habitatges, 443 eren l'habitatge principal de la família, 66 eren segones residències i 55 estaven desocupats. 442 eren cases i 122 eren apartaments. Dels 443 habitatges principals, 313 estaven ocupats pels seus propietaris, 117 estaven llogats i ocupats pels llogaters i 14 estaven cedits a títol gratuït; 4 tenien una cambra, 19 en tenien dues, 114 en tenien tres, 133 en tenien quatre i 174 en tenien cinc o més. 282 habitatges disposaven pel capbaix d'una plaça de pàrquing. A 206 habitatges hi havia un automòbil i a 147 n'hi havia dos o més.

### Piràmide de població
La piràmide de població per edats i sexe el 2009 era:
| Homes | Edats   | Dones |
| ----- | ------- | ----- |
| 0     | 95 o +  | 8     |
| 4     | 90 a 94 | 4     |
| 8     | 85 a 89 | 16    |
| 12    | 80 a 84 | 16    |
| 20    | 75 a 79 | 16    |
| 20    | 70 a 74 | 36    |
| 60    | 65 a 69 | 44    |
| 24    | 60 a 64 | 36    |
| 32    | 55 a 59 | 32    |
| 40    | 50 a 54 | 28    |
| 28    | 45 a 49 | 44    |
| 36    | 40 a 44 | 24    |
| 40    | 35 a 39 | 36    |
| 32    | 30 a 34 | 24    |
| 32    | 25 a 29 | 20    |
| 24    | 20 a 24 | 12    |
| 32    | 15 a 19 | 24    |
| 36    | 10 a 14 | 0     |
| 20    | 5 a 9   | 36    |
| 12    | 0 a 4   | 16    |

## Economia
El 2007 la població en edat de treballar era de 573 persones, 404 eren actives i 169 eren inactives. De les 404 persones actives 360 estaven ocupades (206 homes i 154 dones) i 44 estaven aturades (23 homes i 21 dones). De les 169 persones inactives 65 estaven jubilades, 39 estaven estudiant i 65 estaven classificades com a «altres inactius».

### Ingressos
El 2009 a Sail-sous-Couzan hi havia 461 unitats fiscals que integraven 962 persones, la mediana anual d'ingressos fiscals per persona era de 15.233,5 €.

### Activitats econòmiques
Dels 46 establiments que hi havia el 2007, 1 era d'una empresa extractiva, 3 d'empreses alimentàries, 1 d'una empresa de fabricació de material elèctric, 4 d'empreses de fabricació d'altres productes industrials, 10 d'empreses de construcció, 6 d'empreses de comerç i reparació d'automòbils, 5 d'empreses de transport, 3 d'empreses d'hostatgeria i restauració, 1 d'una empresa financera, 2 d'empreses immobiliàries, 7 d'entitats de l'administració pública i 3 d'empreses classificades com a «altres activitats de serveis».
Dels 11 establiments de servei als particulars que hi havia el 2009, 1 era una oficina de correu, 4 guixaires pintors, 2 fusteries, 2 lampisteries i 2 perruqueries.
Dels 4 establiments comercials que hi havia el 2009, 1 era una botiga de menys de 120 m², 2 fleques i 1 una carnisseria.
L'any 2000 a Sail-sous-Couzan hi havia 6 explotacions agrícoles.

## Equipaments sanitaris i escolars
L'únic equipament sanitari que hi havia el 2009 era una farmàcia.
El 2009 hi havia una escola elemental integrada dins d'un grup escolar amb les comunes properes formant una escola dispersa.

## Poblacions més properes
El següent diagrama mostra les poblacions més properes.